# Trem Binacional Posadas-Encarnación
O Trem Binacional Posadas-Encarnación é um serviço ferroviário que liga Posadas, na Argentina, com Encarnación, no Paraguai, atravessando o Rio Paraná pela Ponte Internacional San Roque González de Santa Cruz. A locomotiva utilizada no serviço é de origem holandesa, modelo 1982, remodelada.
O Trem Binacional entrou em operação em 2014, sendo inaugurado formalmente pela presidente Cristina Kirchner em 2015. É operado pela Trenes Argentinos Operaciones.

## Galeria

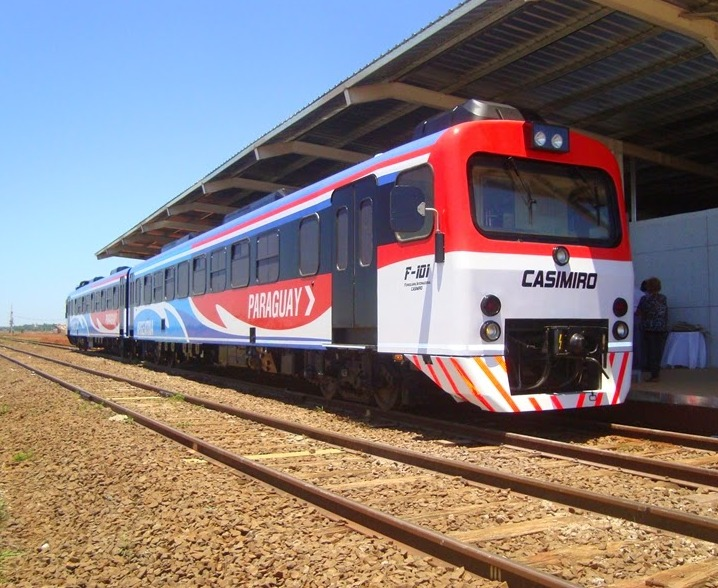
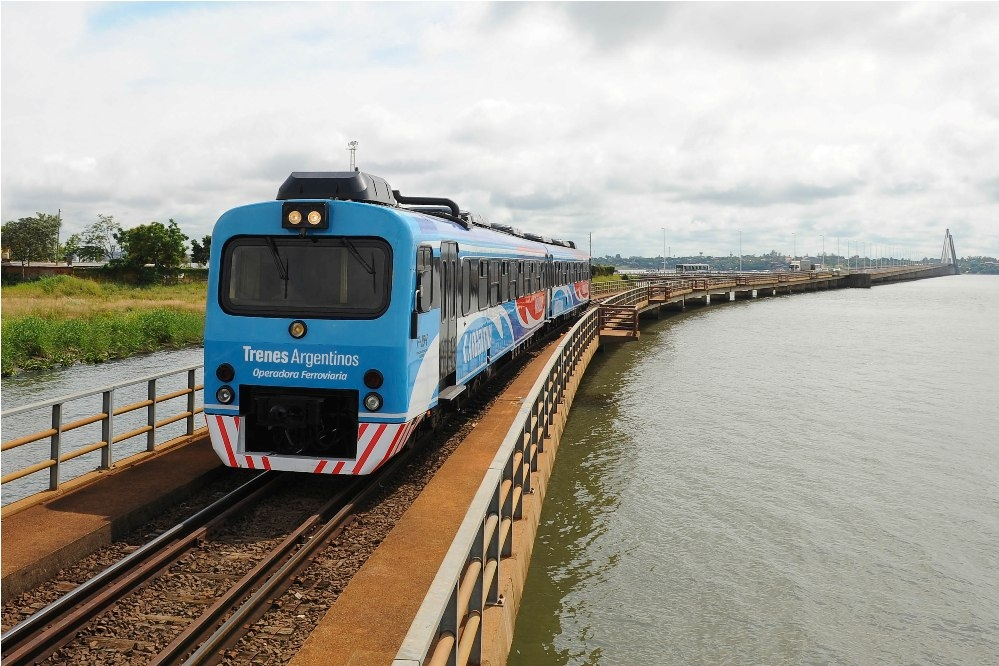
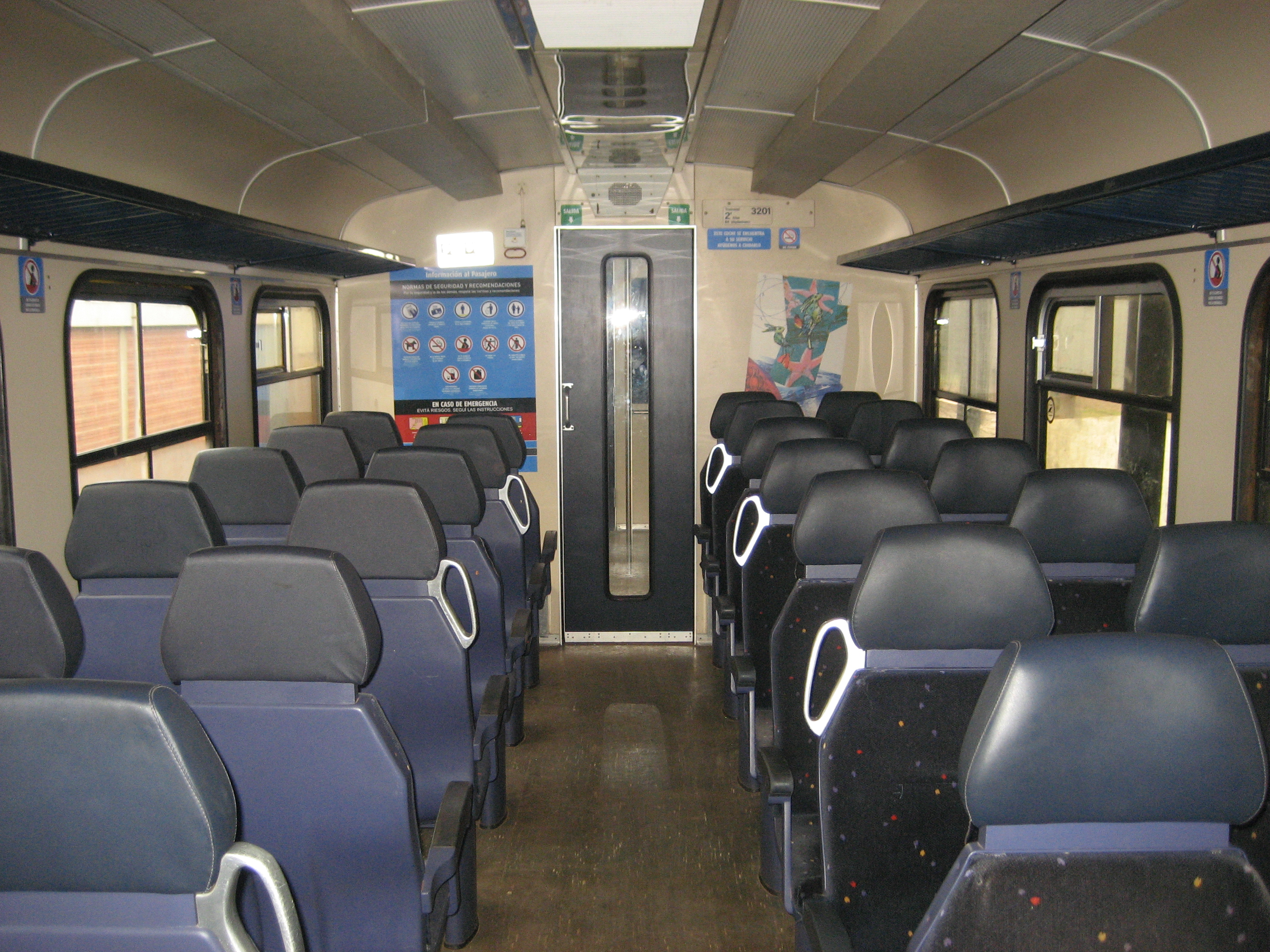
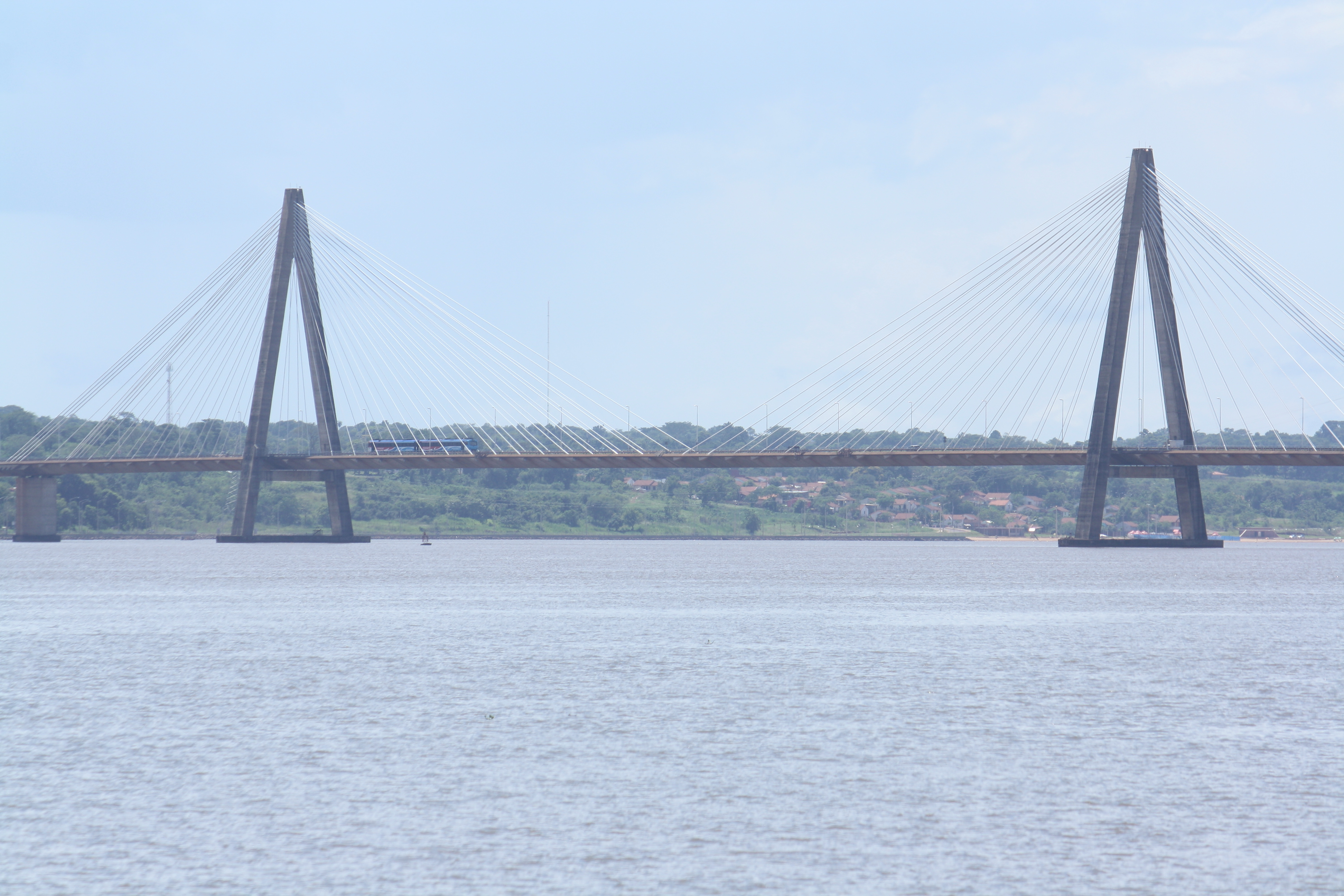